# Seathrún Céitinn
Seathrún Céitinn, connu en anglais sous le nom Geoffrey Keating, est un prêtre, poète et historien irlandais du XVIIe siècle, né à Burgess, Comté de Tipperary en 1569 et décédé en 1644. Il est enterré à  Tubrid, paroisse de Ballylooby-Duhill.

## Biographie
La vie de Keating est peu connue. Sa date de naissance, incertaine, peut être fixée autour de 1580, dans une famille catholique de propriétaires terriens. Il fait des études théologiques sur le continent européen. Il vit en France, vraisemblablement à Reims, puis à Bordeaux où il enseigne quelques années dans le nouveau collège des irlandais, fondé en 1603. 
De retour en Irlande en 1610, il occupe le diocèse de Lismore où il se fait connaitre comme prêcheur. Il écrit et compose des poèmes en langue irlandaise. De 1620 aux années 1630 il se consacre au Foras Feasa ar Éirinn, qu’il termine vers 1634. 
Selon une inscription gravée sur une plaque en pierre au-dessus de l’entrée d’une chapelle à Tubbrid, dans son comté natal de Tipperary, Keating serait mort en 1644.
Son œuvre principale est le Foras Feasa ar Éirinn (Histoire de l'Irlande) qui décrit l'« histoire » de l'Irlande depuis la création du monde jusqu'au XIIe siècle. De nos jours, l'auteur est connu en anglais sous le nom de "Geoffrey Keating".

## Source
- Catholic Encyclopedia: Geoffrey Keating